# Euseboides truncatipennis
Euseboides truncatipennis là một loài bọ cánh cứng trong họ Cerambycidae.